# Карнач, Степан Андреевич
Степан Андреевич Карнач (1918—1991) — генерал-майор Советской Армии, участник Великой Отечественной войны, Герой Советского Союза (1944).

## Биография
Родился 10 ноября 1918 года в деревне Клинок (ныне — Червенский район Минской области Белоруссии). После окончания сельской школы работал на одном из минских заводов, одновременно занимался в аэроклубе.
В 1938 году был призван на службу в Рабоче-крестьянскую Красную Армию. В 1940 году окончил 8-ю Одесскую военную авиационную школу лётчиков. С июня 1941 года — на фронтах Великой Отечественной войны. Участвовал в боях на Южном, Крымском, Степном, 1-м и 2-м Украинских фронтах.
К 1944 году был штурманом 247-го истребительного авиаполка 203-й истребительной авиадивизии 1-го штурмового авиакорпуса 5-й воздушной армии Степного фронта в звании капитана. К этому времени он совершил 270 боевых вылетов, принял участие в 70 воздушных боях, сбив 12 вражеских самолётов лично и ещё 4 — в составе группы.
Указом Президиума Верховного Совета СССР «О присвоении звания Героя Советского Союза офицерскому составу военно-воздушных сил Красной Армии» от 4 февраля 1944 года за «образцовое выполнение боевых заданий командования на фронте борьбы с немецкими захватчиками и проявленные при этом отвагу и геройство» был удостоен высокого звания Героя Советского Союза с вручением ордена Ленина и медали «Золотая Звезда» за номером 1463.
Всего за время своего участия в боях совершил 346 боевых вылетов, принял участие в 84 воздушных боях, сбив 14 вражеских самолётов лично и ещё 1 — в составе группы. С 18 февраля 1945 года назначен на должность командира 156-го гвардейского истребительного авиационного полка, которым командовал до конца войны.
После окончания войны продолжил службу в Советской Армии. В 1949 году окончил Высшие офицерские лётно-тактические курсы, в 1958 году — Военную академию Генерального штаба. В 1973 году в звании генерал-майора он был уволен в запас.
Проживал в Одессе. Умер 2 февраля 1991 года, похоронен на Таировском кладбище Одессы.
Был также награждён тремя орденами Красного Знамени, орденом Суворова 3-й степени, двумя орденами Отечественной войны 1-й степени, двумя орденами Красной Звезды, рядом медалей.